# Кизил-Юрт (станция)
Кизи́люрт — железнодорожная станция Махачкалинского региона Северо-Кавказской железной дороги, находящаяся в городе Кизилюрте республики Дагестан.

## Сообщение по станции
По состоянию на апрель 2016 года по станции курсируют следующие поезда пригородного сообщения:
| Пригородное | Пригородное          | Пригородное | Пригородное          |
| № поезда    | Маршрут движения     | № поезда    | Маршрут движения     |
| ----------- | -------------------- | ----------- | -------------------- |
| 6605        | Махачкала — Хасавюрт | 6604        | Хасавюрт — Махачкала |

### Дальнее
По состоянию на декабрь 2018 года по станции курсируют следующие поезда дальнего следования:
| Круглогодичное обращение поездов | Круглогодичное обращение поездов | Круглогодичное обращение поездов | Круглогодичное обращение поездов |
| № поезда                         | Маршрут движения                 | № поезда                         | Маршрут движения                 |
| -------------------------------- | -------------------------------- | -------------------------------- | -------------------------------- |
| 55                               | Баку — Москва                    | 56                               | Москва — Баку                    |
| 85                               | Махачкала — Москва               | 86                               | Москва — Махачкала               |
| 135                              | Махачкала — Санкт-Петербург      | 136                              | Санкт-Петербург — Махачкала      |
| 369                              | Баку — Киев                      | 370                              | Киев — Баку                      |
| 373                              | Махачкала — Тюмень               | 374                              | Тюмень — Махачкала               |
| 391                              | Баку — Ростов-на-Дону            | 392                              | Ростов-на-Дону — Баку            |